# Alsó-sziléziai vajdaság
Az Alsó-sziléziai vajdaság, lengyelül: województwo dolnośląskie, 1999-ben létrehozott közigazgatási egység, Lengyelország 16 vajdaságának egyike. Központja Wrocław. Területe 20 000 km², ami az ország területének 6,4%-a. Megközelítőleg 3 millió lakossal rendelkezik (az összlakosság 7,6%-a) és a lakosság növekedése 20%-kal magasabb az országos átlagnál.

## Látnivalók

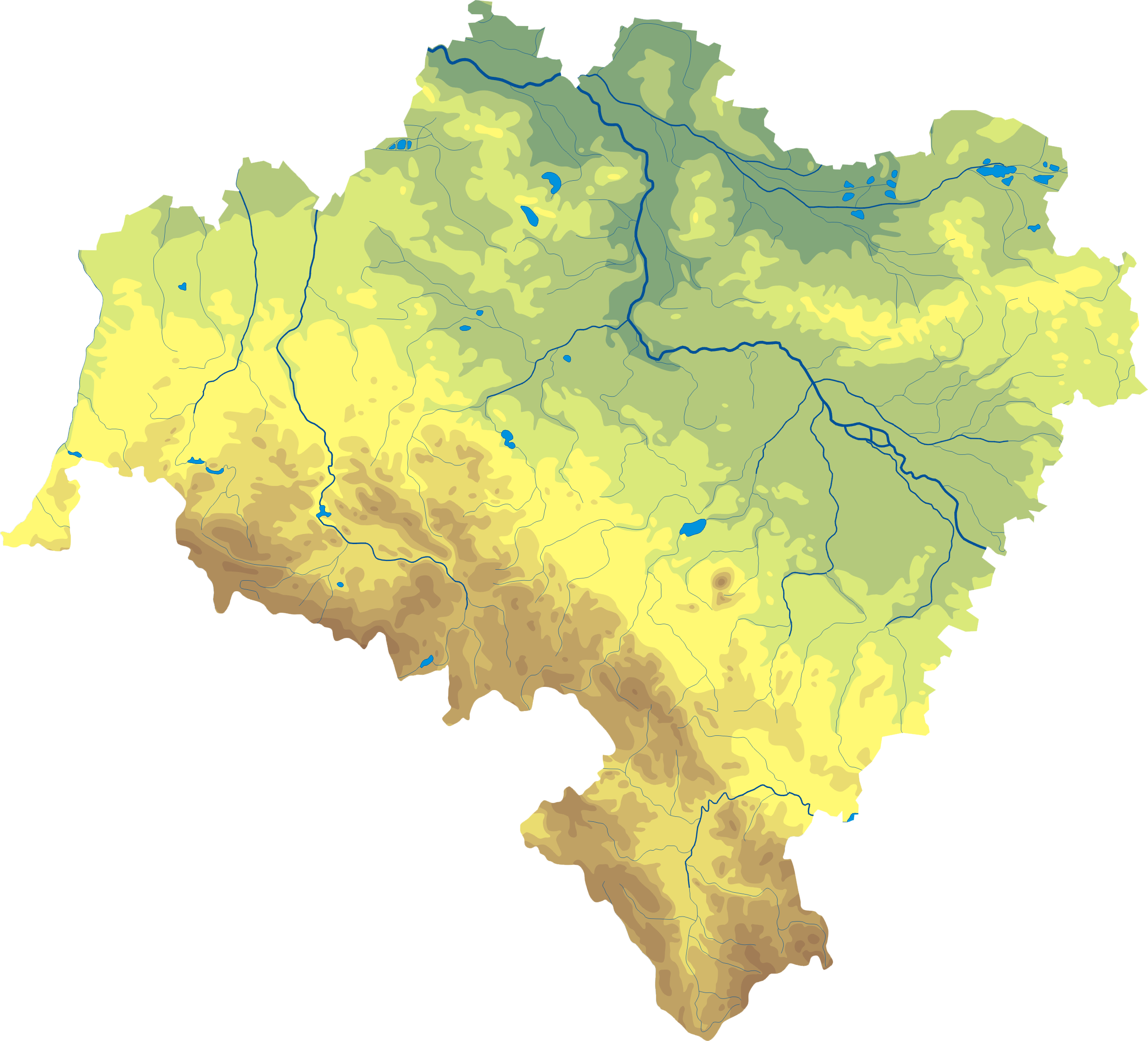
Az Alsó-sziléziai vajdaság domborzati térképe

Alsó-Szilézia különleges régió; a számos lehetőség, látnivaló és alkalom régiója. Lengyelország délnyugati részén helyezkedik el, Németország és Csehország határán, a legjobb lehetőséget kínálva a munkához, a szabadidő aktív eltöltéséhez és a szórakozáshoz mind a belföldiek mind a Lengyelországból és más országokból érkező turisták számára.
Alsó-Szilézia folyórendszerét az Odera és mellékfolyói alakították; azonkívül nagy számú mesterséges tó és érdekes vízesés található itt. Területének nagy része erdős, ami magában foglalja a Szudéta- és Alsó-sziléziai-erdőt is.
Az alsó-sziléziai táj látványos és változatos. A vajdaság déli részén található a szép és magas hegység – a Szudéták – legmagasabb csúcsával a Śnieżkával (1602 méter tengerszint feletti magasság). Alsó-Szilézián keresztül folyik Lengyelország második legnagyobb folyója – az Odera – festői kanyarokat és medencéket alkotva. Nyugati részén Bory Dolnośląskie (egy erdőség) szépségével és titokzatosságával vonzza a turistákat. A Milickie-tavak a vajdaság keleti részén szintén számíthat a turisták figyelmére. Híres még különleges növény- és állatvilágáról is. Két nemzeti park – a Karkonoski és a Góra Stołowe – és kilenc kisebb park emeli a régió szépségét.
Időjárása Lengyelország más régióival összehasonlítva mérsékelt. A Sziléziai-alföld (Nizina Śląska) nagyon mérsékelt, enyhe telekkel, de a vajdaság hegyes, déli része a leghidegebb és legesősebb Lengyelországban.

## Turizmus és pihenés
Ha figyelembe vesszük Alsó-Szilézia természeti adottságait és földrajzát, a legcsodálatosabb hely az aktív kikapcsolódásra mindenkinek, aki sportolni szeretne – mind nyáron, mind télen. Turistautak sűrű hálózata vonzza a turistacsoportokat a természettel való kapcsolat felfedezésére. Két nemzeti parkot külön érdemes felkeresni – a Karkonoskit és a Stołowe hegységet, bár Alsó-Szilézia más részein is nagyon vonzó helyeket lehet találni. Ezen felül a Szudétákban 2000 km turistaút is található, a Fő Szudéta út, ami Paczkówból Świeradów-Zdrójba vezet, 350 km hosszú. Változatos utak vezetnek a Szudétákon keresztül, kiváló lehetőséget kínálva azok számára, akik a sportolás azon ágát művelik, amelyet nordic walking-nak neveznek – ez új, de nagyon népszerű formája a szabadidő aktív eltöltésének. A gyaloglás ezen formája kombinálva a természet csodálatával és a hegyek szépségével alkalmas az aktív pihenésre és az újra feltöltődésre.
Számos hostel és vendégház ajánl meleg ételt, lehetőséget a pihenésre és alvóhelyet a fáradt turisták számára.
A hegyi kerékpározás és a kerékpáros turizmus szerelmesei is kielégítő lehetőségeket találnak Alsó-Sziléziában. A Szudéták híres bámulatos kerékpárútjairól. A Jizera-hegység (Iser) útjait kifejezetten a kerékpárral ide látogatóknak alkották - alacsony dombok, széles utak és festői látvány fogadja a Karkonosze-hegységbe érkezőket. Jól kiépített, kényelmes utakat találnak mind a családi turizmus kedvelői, mind egyéb vállalkozó kedvű kerékpárosok. Az amatőr kerékpározásra széles lehetőségeket kínál Janowicki-érchegység, a Sowie-hegység, a Bystrzyczkie-hegység, az Orlickie-hegység vagy a Śnieżnika-hegység is.
Az emberek előnyben részesítik a könnyű utakat, nem kifejezetten a hegyekben. Természetesen ilyet is találhatnak Alsó-Sziléziában. Előkészítettek néhány érdekes turistautat kifejezetten a számukra. Közöttük található a "Liczyrzepa" a Szudéták nyugati részén, "Dolina Bobru" egy festői út a folyókanyarulatokban, "Obwodnica Jeleniogórska" Kotlina Jeleniogórska minden látnivalóival, az Európai Ciszterci Út amelyet a "Földalatti Látványosságok Útjá"-nak is hívnak, amely a terület változatos csodáihoz vezet, amelyek mélyen a föld alatt találhatóak.
Az aktív sportolás más formáinak kedvelői is ki tudják elégíteni igényeiket Alsó-Sziléziában. Rudawy Janowickie és Sokoliki a legnépszerűbb helyek a hegymászók számára. A gyakorlott hegymászók Szczeliniecz Wielki vagy Śnieżne Kotły hegyoldalain gyakorolhatják tudásukat. Az előbbi a Stołowe-hegységben, az utóbbi a Karkonosze-hegységben található. Rengeteg mászható szikla található a Szudétákban, amely népszerű a sportág amatőrjei körében.
A repülősportok rajongóinak is lehetőséget nyújt Alsó-Szilézia. Kifejezetten ilyen a Szybowcowa-hegy, ami Jelenia Góra környékén helyezkedik el.
Az amatőr lovasok (népszerű lovasoktató központ van a Książ kastély környékén), barlangkutatók és horgászok mindig találnak látványos helyeket maguknak. A horgászok tavi pisztrángokat Ziemia Kłodzkában (Kłodzko területén, híres város Alsó-Sziléziában), folyami pisztrángokat pedig a Kwisa folyóban horgászhatnak. Minden horgász találhat olyan helyet, ahol rengeteg hal van.
Az egyik legnépszerűbb tevékenység a kincsek és titkok keresése valamint az aranymosás. Az amatőr történészek sokat tudnak a második világháború titkairól és tudják, hogy a Sowie-hegység vágatai számos titkot rejtenek.
A téli sportok amatőr rajongóinak szintén széles lehetőségeik vannak – főleg síelni. A téli sportok legnagyobb centrumai Szklarska Porębában és Karpaczban vannak a Karkonosze-hegységben, azonkívül a Czarna-hegy a Śneżnik-középhegységben és Zieleniec az Orlickie-hegységben. Nem csak a természet szépségét, de jól kiépített infrastruktúrát és minden szükségeset megtalálnak az előbb említett helyeken. Nem feledkezhetünk meg azonban a kisebb sí- és snowboard központokról sem, mint Świeradów Zdrój, Dziwiszów/Łysa Góra, Kamienica Stronie Śląskie közelében vagy a Sowie-hegység jól ismert helyei.
A Szudéta-hegység széles lehetőséget kínál a sífutáshoz. A Bieg Piastówot – az esemény rengeteg résztvevőt vonz a világ minden tájáról és a legnagyobb ilyen típusú rendezvény Lengyelországban – minden évben megrendezik Polana Jakuszyckában, az Izerskie-hegységben. A legnépszerűbb hely a sízők körében Sokołowsko a Suche-hegységben és az Orlickie- és Bystrzyckie-hegység ösvényei a legjobbak a sífutáshoz. Jamrozowa Polana, amely biatlon stadionjával Duszniki Zdrój közelében helyezkedik el, egyike Alsó-Szilézia fürdőinek.
A Czarna-hegy körüli utak, a Śnieżnika-hegység (Glatzi-hegység), és a Bialskie-hegység útjai a legjobb síutak. A Bardzkie ösvényei és a Sowie-hegység a legfestőibbek.
A különleges klimatikus feltételek, az ásványvizek jelenléte valamint Alsó-Szilézia hegyes tájai az oka a híres és magas minőséget képviselő fürdők létrejöttének.
Az egészségközpontok – amelyekből 11 található a régióban - jól ismertek építészeti megoldásaikról, amelyek harmonizálnak a hegyek csodálatos tájképével. A lehetőségek széles választékát nyújtják a pihenéshez, a feltöltődéshez és a gyógyuláshoz. Speciális klíma, ásvány- és gyógyvizek segítik sok betegségből a kigyógyulást. Alsó-Szilézia fürdői jól ismertek gazdag kulturális életükről, amelynek szimbóluma Chopin Nemzetközi Zongorafesztivál Duszniki Zdrójban. Ez a legrégibb zongorafesztivál az egész világon. E miatt látogatja rengeteg turista és páciens Alsó-Szilézia fürdőit.

## Történelem és történelmi titkok
Alsó-Szilézia gazdag történelmi hagyományokkal rendelkező régió, tele titkokkal és megoldatlan rejtélyekkel. Az elmúlt századokban 4 hatalom harcolt a terület feletti hatalomért. Alsó-Szilézia számos háború és invázió színhelye volt.

## Városai
Az alsó-sziléziai vajdaságban 91 város van, melyek közül 3 járási jogú.
| 1. Jelenia Góra 2. Legnica 3. Wrocław 4. Bardo 5. Bielawa 6. Bierutów 7. Bogatynia 8. Boguszów-Gorce 9. Bolesławiec 10. Bolków 11. Brzeg Dolny 12. Bystrzyca Kłodzka 13. Chocianów 14. Chojnów 15. Duszniki-Zdrój 16. Dzierżoniów 17. Gryfów Śląski 18. Góra 19. Głogów 20. Głuszyca 21. Jawor 22. Jaworzyna Śląska 23. Jedlina-Zdrój 24. Jelcz-Laskowice 25. Kamienna Góra 26. Karpacz 27. Kowary 28. Kudowa-Zdrój 29. Kąty Wrocławskie 30. Kłodzko 31. Leśna | 32. Lubawka 33. Lubań 34. Lubin 35. Lubomierz 36. Lwówek Śląski 37. Lądek-Zdrój 38. Mieroszów 39. Milicz 40. Mirsk 41. Międzybórz 42. Międzylesie 43. Niemcza 44. Nowa Ruda 45. Nowogrodziec 46. Oborniki Śląskie 47. Oleśnica 48. Olszyna 49. Oława 50. Piechowice 51. Pieszyce 52. Pieńsk 53. Piława Górna 54. Polanica-Zdrój 55. Polkowice 56. Prochowice 57.Prusice 58. Przemków 59. Radków 60. Siechnice 61. Sobótka 62. Stronie Śląskie | 63. Strzegom 64. Strzelin 65. Syców 66. Szczawno-Zdrój 67. Szczytna 68. Szklarska Poręba 69. Ścinawa 70. Środa Śląska 71. Świdnica 72. Świebodzice 73. Świeradów-Zdrój 74. Świerzawa 75. Trzebnica 76. Twardogóra 77. Wałbrzych 78. Wiązów 79. Wleń 80. Wojcieszów 81. Wołów 82. Wąsosz 83. Węgliniec 84. Zawidów 85. Zgorzelec 86. Ziębice 87. Ząbkowice Śląskie 88. Złotoryja 89. Złoty Stok 90. Żarów 91. Żmigród |